# Сабанєїв міст
Міст Сабанєєва — міст в місті Одесі, перекинутий через Військову балку, другий кам'яний міст, споруджений у місті. Міст є частиною вулиці Миколи Савича, яка раніше носила назву вулиця Сабанєїв Міст. Міст дістав свою назву на честь російського генерала від інфантерії, учасника Російсько-турецької війни, Івана Васильовича Сабанєєва.
На місці сучасного історичного центру міста були дві великі балки: Карантинна і Військова. Остання відділяла південну частину Одеси, де містилися так звані «присутствені місця» (державні установи, біржа, тощо), від північної, де були військові казарми (переважно вздовж сучасної вулиці Гоголя). Після спорудження на Приморському бульварі канцелярії і палацу губернатора, князя Воронцова, необхідність зведення мосту через балку стала явною.
Будівництво мосту було розпочато у 1829 році й тривало до 1836-го. Архітекторами виступили Франческо Боффо і Джорджо Торічеллі, а власне будівництво проводилося за проектом інженера Джона Аптона (англ. John Upton) і під керівництвом військового інженера О. М. Казарінова. Пізніше, в 1866 і 1980 рр., міст підлягав реконструкції. Ідея назвати міст на честь Івана Сабанєєва належить генерал-губернатору Михайлу Воронцову.